# Johannes I. von Konstanz
Johannes (* vor 615; † nach 630) war Bischof von Konstanz.
In der Zwiefalter Bischofsliste von 1143/1144 erscheint Johannes an sechster Stelle als Bischof von Konstanz nach Martianus. Jedoch hatte Martianus wahrscheinlich erst nach Johannes I. das Bischofsamt inne.
In der Vita vetustissima des heiligen Gallus wird Johannes I. als pontifex urbis Constantiae bezeichnet. Die späteren Gallusviten des Wetti und Walahfrid Strabo führen die enge Beziehung zu Gallus weiter aus. Sie lassen auf eine Wahl ab 615 schließen. Johannes I. dürfte bis in die 630er Jahre Bischof von Konstanz gewesen sein.